# Procédé Grandeur
Le procédé Grandeur, commercialisé sous le nom Fox Grandeur, était un format 70 mm de pellicule cinématographique permettant de projeter un film au format large (2,10:1). Développé par la Fox Film Corporation, il est utilisé à petite échelle entre 1929 et 1931. Il est un échec commercial et les formats larges ne seront plus utilisés avant les années 1950.

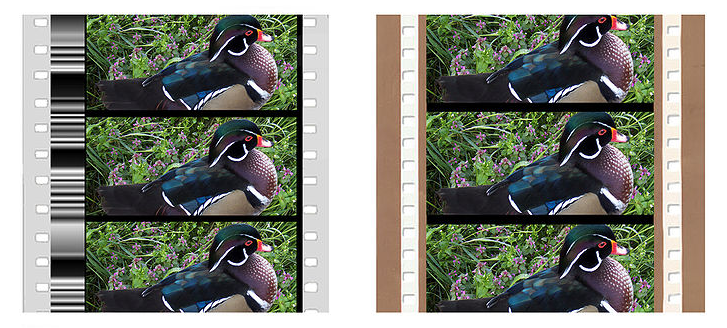
Comparaison entre le procédé Grandeur Fox et le procédé Todd Ao.